# Unterkirche (Breungeshain)

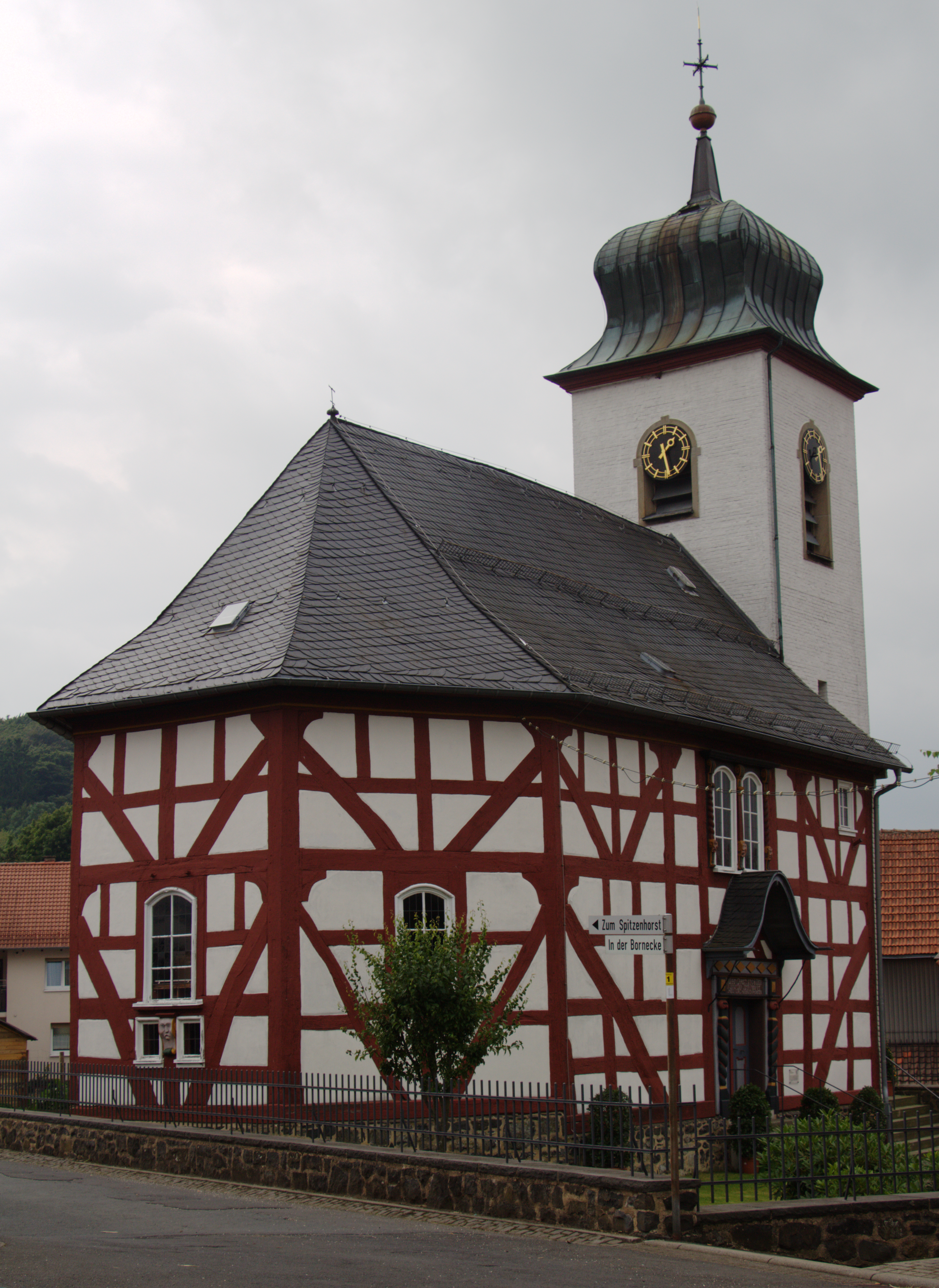
Unterkirche Breungeshain

Die evangelisch-unierte Kirche Breungeshain steht in Breungeshain, einem Stadtteil von Schotten im Vogelsbergkreis von Hessen. Die Kirchengemeinde gehört zum Dekanat Büdinger Land in der Propstei Oberhessen der Evangelischen Kirche in Hessen und Nassau. 

## Beschreibung
Bereits am 25. März 1067 wird mit der Weihe durch den Erzbischof Siegfried I. von Mainz eine Kirche in Breungeshain urkundlich genannt. Es betraf aber die Oberkirche, von der heute nur noch die Grundmauern zu sehen sind. 
Das äußere Erscheinungsbild der Fachwerkkirche änderte sich im Laufe der Jahrhunderte mehrfach, sie wurde 1708 neu gebaut, wie über dem ehemaligen Portal vermerkt ist. Das heute sichtbare Holzfachwerk war früher von Putz, bzw. von Schindeln verdeckt. Aus statischen Gründen wurde der Dachreiter von Ost nach West verlegt, bis dieser 1953 durch einen separaten Glockenturm ersetzt wurde, in dessen Glockenstuhl die 3 Kirchenglocken aus dem Jahr 1949 hängen. Das Portal an der Nordwestseite befindet sich unter einen Schutzdach, das von Pilastern flankiert wird. 
Die Gestaltung des Innenraums wurde erst 1715 abgeschlossen, diese Jahreszahl ist an einem Schnitzwerk im kreuzgewölbten, dreiseitig abgeschlossenen Chor zu lesen. Die Orgel von 1708 wurde 1873 durch eine Orgel von Adam Karl Bernhard ersetzt. Auf den Brüstungen der Emporen sind die Zwölf Apostel dargestellt. Aus der Entstehungszeit der Kirche stammt die Kanzel, auf deren Brüstung die vier Evangelisten mit ihren Symbolen zu sehen sind.